# Означивающая обезьяна (книга)
«Означивающая обезьяна: Теория афроамериканской литературной критики» (англ. The Signifying Monkey: A Theory of African-American Literary Criticism) — литературоведческая работа по теории литературы американского ученого Генри Луиса Гейтса младшего, впервые опубликованная в 1988 году. Книга прослеживает фольклорные истоки афроамериканской культурной практики «означивания» и использует концепцию Signifyin(g), позволяющую проанализировать взаимосвязь между текстами выдающихся афроамериканских писателей, в частности Ричарда Райта, Ральфа Эллисона, Зоры Хёрстон и Ишмаэля Рида.

## Основная проблематика
Означивание тесно связано с практиками неразборчивой речи, эзопова языка и различного рода хитростями, вроде тех, что использует персонаж афроамериканского фольклора — «означивающая обезьяна». Вместе с тем сам Гейтс признает, что «трудно прийти к консенсусу, давая четкое определение означиванию». Бернард У. Белл определяет его как «замысловатую, косвенную форму подстрекания или оскорбления с использованием ругательств». Роджер Д. Абрахамс пишет, что «означивать» — это «намекать, подстрекать, просить, хвастаться посредством вводящих в заблуждение слов или жестов». Означивание является также омонимом концепта сигнификации (означение), предложенного семиотиком Фердинандом де Соссюром, в котором языковой знак состоит из означающего (signifier), то есть акустического образа и означаемого (signified), то есть понятия. Гейтс обыгрывает соссюровское понятие и включает языковую концепцию означающего и означаемого в «народную» концепцию означивания (signifyin(g)).
Гейтс определяет два основных типа литературного означивания: оппозиционные (или мотивированные) и объединенные (или немотивированные). Немотивированное означивание принимает форму повторения и изменения другого текста, «зашифровывая восхищение и уважение» и демонстрируя «не отсутствие глубинного намерения, а отсутствие негативной критики». Но более тщательно Гейтс останавливается на оппозиционном или мотивированном означивании и на том, каким образом оно «функционирует в качестве метафоры художественной ревизии, интертекстуальности в афроамериканской литературной традиции». Поэтому «Гейтс пишет в основном об афроамериканских произведениях, основанных целиком на традиции обезьяньего означивания, связанной с афроамериканской нарратологией. Особенно интересными оказываются как раз те книги, чьи авторы интертекстуально переносят этот принцип и на другой материал, в том числе „западный“, создавая культурно-гибридные коллажи, прибегая к технике „пастиш“, пародируя и свои сложившиеся литературные и фольклорные формы, как это происходит, к примеру, в творчестве Ишмаэля Рида, в частности, в его романе „Мамбо Джамбо“ (1972)».
Гейтс неоднократно обращается к метафоре так называемой «сигнифицирующей или означивающей обезьяны» и в других статьях и книгах (например, «Образы в черном: слова, знаки и расовая идентичность», 1987), определяя этот образ как «ироническое перевертывание расистского стереотипа негра, похожего на обезьяну, того, кто существует на задворках дискурса, постоянно играя тропами, фигурами речи, вечно воплощая в себе амбивалентность языка. „Сигнифицирующая“ или „означивающая“ обезьяна становится фигурой речи для обозначения повтора и одновременно, переосмысления, или перевертывания смысла». Обезьяний дискурс в описании Гейтса «фальшив», а означивание призвано не раскрыть, но еще больше запутать смысл, используя ложные ходы, намеки, двусмысленность и многозначность. Отсюда сложная система подсказок, эвфемизмов, подтекста, переносного значения.
В «означивающей обезьяне» Гейтс видит ключ для определения и интерпретации всего афроамериканского литературного канона. Согласно его теории, вся афроамериканская традиция построена на тропе «означивания». Троп «означивания» — это так называемый «троп раба» («slave’s trope»), который является перевернутым «тропом господина» («master’s trope»). Означивание, таким образом, — это соединение африканского наследия с опытом, который рабы приобрели на американском континенте. У афроамериканцев выработалась своя смысловая система: язык (английский) оставался прежним, однако он оказывался как бы вывернутым наизнанку. Прямое значение заменялось переносным, текст — подтекстом. Таким образом, Гейтс изначально воспринимает «черный дискурс» (black discourse) как нечто подлежащее расшифровке, имеющее множество смыслов.

## Восприятие
После публикации в 1988 году книга «Означивающая обезьяна» получила и широкое одобрение, и дурную славу. Известный литературный критик Хьюстон А. Бейкер писал, что работа стала «важным шагом в исследованиях афроамериканской литературы», а Эндрю Дельбанко отмечал, что эта книга входит «в ряд самых значительных попыток переоценки афроамериканского критического мышления, начиная с 1960-х годов». Кроме того, книга получила награду American Book Award в 1989 году.
Однако книга Гейтса вызвала настолько сильный резонанс, что была на грани того, чтобы о ней «больше говорили, чем читали, больше критиковали её, чем пытались понять». Критики, отрицательно настроенные по отношению к книге, отмечали исключительно «афроцентричную» точку зрения Гейтса, а также что он рассматривает традицию означивания как априорную, а затем лишь подбирает доказательства в её пользу, допуская тем самым логическую ошибку порочного круга. Тем не менее после выхода книги «Означивающая обезьяна» в отношении Гейтса сложилась репутация одного из двух наиболее заметных (наряду с Хьюстоном Бейкером) исследователей афроамериканской литературы конца ХХ — начала XXI веков.